# Die Damen (Tschechow)

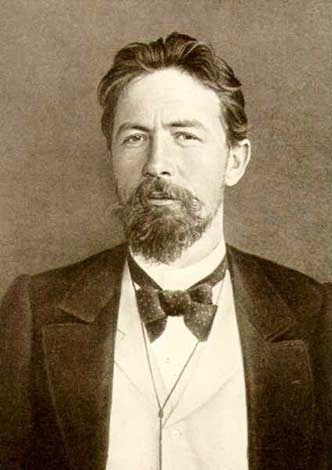
Anton Tschechow

Die Damen (russisch Дамы, Damy) ist eine Kurzgeschichte des russischen Schriftstellers Anton Tschechow, die am 19. April 1886 im Wochenblatt Oskolki erschien. In Tolstois Liste der dreißig besten Erzählungen des Autors erscheint der Name des Textes zusammen mit dem Attribut „erstklassig“. Zu Lebzeiten Tschechows wurde die kleine Geschichte ins Bulgarische, Deutsche, Polnische, Serbokroatische, Tschechische und Schwedische übersetzt.
Der Lehrer Wremenski muss von Seiner Exzellenz Fjodor Petrowitsch, dem Direktor der Volkshochschulen im Gouvernement N., nach vierzehn Jahren Schuldienst entlassen werden. Wremenski hat die Stimme verloren. Er kann sich nur noch zischend artikulieren. Der Direktor hilft dem verheirateten Familienvater. Wremenski soll sich für die vakante Stelle des Schriftführers im Waisenhaus bewerben.
Gut gelaunt gesteht sich der Direktor zu Hause ein, was für ein anständiger Kerl er doch ist. Da bittet ihn seine Frau Nastasja Iwanowna, dieser Nina Sergejewna einen kleinen Gefallen zu tun. Die Nina möchte den Gentleman K. N. Polsuchin für den vakanten Posten protegieren. Den jungen Polsuchin nennt der Direktor einen Dreckskerl. Soll er den geraden Weg gehen und nicht den krummen über eine einflussreiche Dame! Verärgert nimmt sich der Direktor die eingegangene Post vor. Da schreibt ihm die Gattin des Bürgermeisters, den sympathischen jungen Polsuchin halte sie für den Richtigen auf dem Posten des Schriftführers im Waisenhaus. Die Frau des Leiters der Finanzkammer setzt sich beim Direktor persönlich für Polsuchin ein. Als Letzterer, ein beleibter Herr mit rasiertem Jockeygesicht, dann in persona vorspricht, wird er vom Direktor gnadenlos abgekanzelt. So leicht wird Seine Exzellenz den verschlagenen Polsuchin nicht los. Als der Bewerber ein vom Gouverneur unterzeichnetes Schreiben, im Kanzleistil abgefasst, vorlegt, vermutet der aufgebrachte Direktor, das Schreiben hat dem Gouverneur sicherlich eine jener tonangebenden Damen untergeschoben. Seine Exzellenz kapituliert. Polsuchin darf sein Gesuch einreichen.
Am nächsten Tag empfängt der Direktor den Lehrer Wremenski in der Kanzlei. Seine Exzellenz dreht und windet sich wie ein Aal. Wie soll er dem zischenden Pädagogen die Wahrheit beibringen? Der Direktor schreit schließlich Wremenski an, er habe keine Stellung. Wremenski solle ihn endlich in Frieden lassen.

## Verwendete Ausgabe
- Gerhard Dick (Hrsg.), Wolf Düwel (Hrsg.): Anton Tschechow: Gesammelte Werke in Einzelbänden: Die Damen. S. 517–521 in: Gerhard Dick (Hrsg.): Anton Tschechow: Vom Regen in die Traufe. Kurzgeschichten. Aus dem Russischen übersetzt von Ada Knipper und Gerhard Dick. Mit einem Vorwort von Wolf Düwel. 630 Seiten. Rütten & Loening, Berlin 1964 (1. Aufl.)[2]